# АЭС Хартлпул
АЭС Ха́ртлпул (англ. Hartlepool nuclear power station) — атомная электростанция, расположена на северном берегу устья реки Тис в 2,5 милях (4 км) к югу от города Хартлпула в графстве Дарем (Северо-Восточная Англия). Станция электрической мощностью 1190 МВт, обеспечивает 2 % от общего спроса на электроэнергию Великобритании. Электроэнергия производится с помощью двух улучшенных реакторов с газовым охлаждением (AGR). Хартлпул третья АЭС в Соединенном Королевстве, использующая технологию AGR.

## История
В условиях экономического успеха других продвинутых реакторов с газовым охлаждением (AGR), таких как атомная электростанция в Dungeness, в 1967 году Центральный совет выработки Электроэнергии (CEGB) предложил построить третью станцию AGR типа, и расположить её на краю угольного бассейна Durham, рядом с морским курортом из Ситон Карью . Это предложение было сделано в тот момент, когда движение CEGB в сторону альтернативных видов топлива, угрожало существованию угольной промышленности. Несмотря на это, и короткую задержку со стороны министров, планы по постройке станции Ситон Карью (которая впоследствии стала известна как атомная электростанция Хартлпул) продвигались вперед. Расположенная в 1,65 миле (2,66 км) от Ситон Карью, и в середине промышленного комплекса Teesside, станция должна была стать самой близко расположенной к городской черте станцией. Чтобы это стало возможным, реакторы станции должны были быть размещены в предварительно напряженных железобетонных сосудах под давлением.

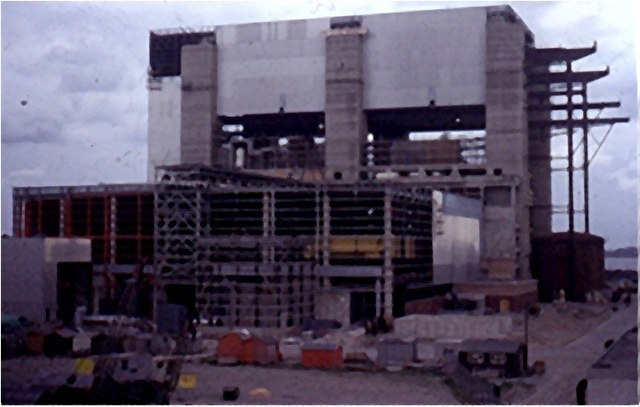
Станция во время строительства в июне 1972

Строительство электростанции, окончательный план которой был создан при поддержке English Electric, Babcock International Group и Taylor Woodrow Construction, началась в 1969 году. Строительство было отложено в 1970 году, когда инспекция ядерных установок заявила, что они недовольны частью конструкций котла станции, переустановка которого обошлась CEGB в 25 миллионов фунтов стерлингов. Реакторы станции были предоставлены Национальной Ядерной корпорацией, а генераторные установки компанией General Electric. За четырнадцать лет строительства, первый из двух блоков станции был введен в эксплуатацию в 1983 году, второй в 1985 году. Станция впервые произвела электричество для коммерческого использования 1 августа 1983 года. Станция первоначально эксплуатировалась Центральным Советом Выработки Электроэнергии (Central Electricity Generating Board). Во время приватизации электроэнергетики в Великобритании в 1990 году станция перешла в руки Nuclear Electric и British Energy, а в настоящее время принадлежит и управляется компанией EDF Energy. 18 октября 2010 года британское правительство объявило, что Хартлпул является одной из восьми площадок, подходящих для будущих атомных электростанций.

## Спецификация
Станция имеет продвинутый реактор с газовым охлаждением (AGR) типа. Она обеспечивает электроэнергией более 3 % Великобритании, используя два реактора AGR по 1575 МВт и два генератора по 660 МВт каждый, дающие максимальную генерирующую мощность 1320 МВт. Чистая электрическая мощность станции составляет 1190 МВт. Этой электроэнергии достаточно для питания 1,5 миллиона домов.

## Центр посетителей
В 1990-х годах был открыт интерактивный центр для посетителей на площадке станции. Существовала также программа центра по посещению электростанции школьниками,благодаря которой был проведен ряд специальных мероприятий. Также проводились экскурсии по самой станции. В данный момент центр закрыт.

## Будущее станции
Электростанцию первоначально предполагалось закрыть в 2009 году, но в 2007 году инспекцией ядерных установок было принято решение о продлении срока эксплуатации на пять лет, т.е. вплоть до 2014 года. В 2010 году срок был продлен ещё на пять лет, а в 2013 - на дополнительные 5, так что работа станции продолжится до 2024 года.

### Новая станция
В июле 2008 года компания British Energy предположила, что площадка станции будет хорошим местом для постройки новой АЭС. Затем, год спустя, правительство Великобритании занесло Хартлпул в список одиннадцати площадок Англия и Уэльса, где могут быть построены новые АЭС. 9 ноября 2009 года правительство объявило о том, что десять из этих площадок, в том числе Хартлпул, утверждены на строительство новых реакторов. Новопостроенная станция будет использовать реакторы, способные генерировать 1800 МВт каждый. Стоимость проекта от 5 до 6 млрд фунтов стерлингов, будет занято до 3000 рабочих на 8 лет в период строительства, а также на 600 полных рабочих дней после его завершения. Новая станция имеет ожидаемый срок службы 60 лет. Против этих планов выступает множество экологических групп, таких как Гринпис. Некоторые местные жители также против строительства, так как электростанция находится 1,65 милях (2,66 км) от местного курорта Ситон Карью, хотя другие поддерживают идею, потому что даже текущая электростанция является одним из крупнейших работодателей в этой области с высоким уровнем безработицы. Однако в 2011 году после серьёзной ядерной аварии на Фукусиме в Японии существует еще больший риск закрытия программы по постройке новой станции. Однако, реакторы, предложенные для Хартлпул отличаются от тех что были на Фукусиме. Кроме того, угроза подобных стихийных бедствий в Великобритании незначительна.

## Информация об энергоблоках
| Энергоблок   | Тип реакторов | Мощность | Мощность | Начало строительства | Физпуск    | Подключение к сети | Ввод в эксплуатацию | Закрытие |
| Энергоблок   | Тип реакторов | Чистый   | Брутто   | Начало строительства | Физпуск    | Подключение к сети | Ввод в эксплуатацию | Закрытие |
| ------------ | ------------- | -------- | -------- | -------------------- | ---------- | ------------------ | ------------------- | -------- |
| Хартлпул А-1 | AGR           | 625 МВт  | 655 МВт  | 01.10.1968           | 24.06.1983 | 01.08.1983         | 01.04.1989          | —        |
| Хартлпул А-2 | AGR           | 600 МВт  | 655 МВт  | 01.10.1968           | 09.09.1984 | 31.10.1984         | 01.04.1989          | —        |

АЭС Дандженесс